# وست‌وود (کالیفرنیا)
وست‌وود (به انگلیسی: Westwood) یک منطقهٔ مسکونی در ایالات متحده آمریکا است که در شهرستان لاسن، کالیفرنیا واقع شده‌است. وست‌وود ۱۴٫۲۷۰ کیلومتر مربع مساحت و ۱٬۶۴۷ نفر جمعیت دارد و ۱٬۵۶۳ متر بالاتر از سطح دریا واقع شده‌است.